# Bloch (Fernsehreihe)
Bloch ist eine Fernsehfilm-Reihe des Südwestrundfunks und des Westdeutschen Rundfunks. Die 24 rund 90-minütigen Filme wurden von 2002 bis 2013 in loser Folge jeweils zur Hauptsendezeit in der Reihe FilmMittwoch im Ersten ausgestrahlt. Dieter Pfaff spielte den Psychiater und Psychotherapeuten Dr. Maximilian Bloch, der in Köln und Baden-Baden tätig ist und seinen Patienten mithilfe von Empathie, Humor, List und detektivischem Spürsinn zu helfen sucht. Dabei wird oft sein eigenes, kompliziertes Privatleben strapaziert und er schmerzhaft mit sich selbst konfrontiert.

## Produktion
Die Konzeption der Fernsehreihe stammte von Peter Märthesheimer und Pea Fröhlich. Dieter Pfaff entwickelte die Figur des Psychotherapeuten Bloch mit, einem früheren Berufswunsch entsprechend. Einige der Folgen entstanden in Koproduktion der beiden Sender SWR und WDR, andere wurden nur von einem der Sender oder der Baden-Badener Tochterfirma des SWR Maran Film produziert.
In den Folgen 1–5, 7, 8, 11, 14, 19 und 20 wurde die Filmmusik von Irmin Schmidt komponiert und gespielt.
Jeder Folge vorangestellt ist folgender von einer Kinderstimme gesprochene Text:
„Die Seele ist in einem ganz tief drin – im Herzen, manchmal kann man sie spüren – nachts, wenn man alleine ist.
Wenn die Seele krank ist, geht man ins Krankenhaus oder zum Hautarzt, die Seele wiegt ein und ’n halben Kilo…“

## Psychiatrische und psychotherapeutische Arbeit in der Reihe
Bloch beschränkt sich in der Serie auf eine psychotherapeutische Arbeitsweise. Psychiatrisches Arbeiten, etwa die Behandlung mit Psychopharmaka, wird nur am Rande thematisiert. Inhaltlich bezieht sich Bloch gelegentlich auf die Psychoanalyse als Behandlungsmethode; so legen sich Patienten z. B. teilweise auch auf eine Behandlungsliege. Bei allen (sehr weitreichenden) künstlerischen Freiheiten der Serie, bleibt im Kern jedoch tatsächlich ein Hauptanliegen der Psychoanalyse klar erkennbar, nämlich das Ringen Blochs darum, die Symptome seiner Patienten nicht nur zu erfassen und zu beseitigen, sondern diese vielmehr im Kontext des Lebens und der Biografie des Patienten zu sehen und in ihrer Bedeutung als Hilferuf der Seele zu begreifen, bzw. den dahinter liegenden unbewussten Konflikt zu verstehen; dies – ganz in psychoanalytischer Tradition – auch in Bezug auf z. B. wahnhafte Symptome.

## Besetzung

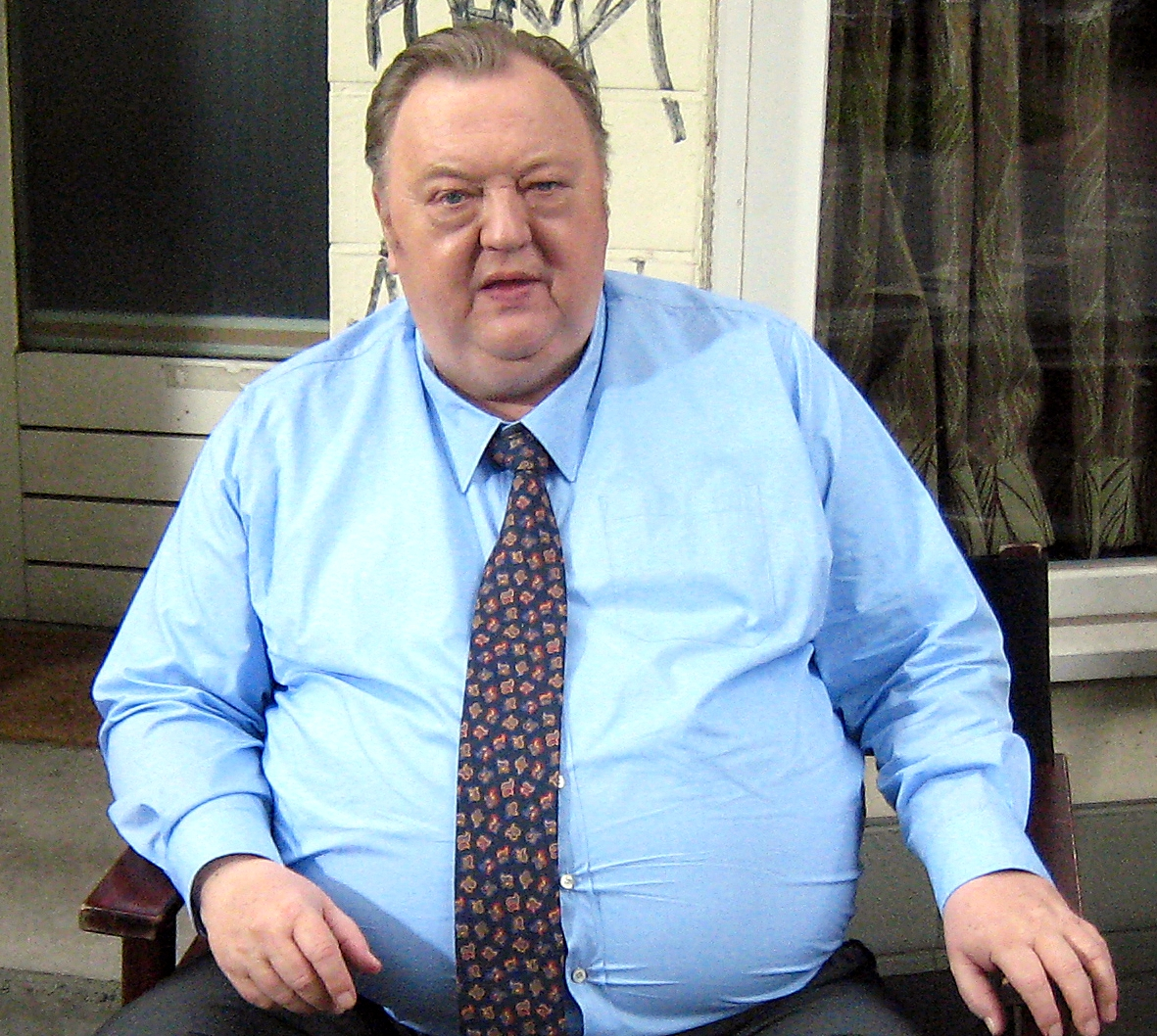
Dieter Pfaff als Dr. Maximilian Bloch

| Schauspieler          | Rolle                | Bemerkungen                    | Folgen |
| --------------------- | -------------------- | ------------------------------ | ------ |
| Dieter Pfaff          | Dr. Maximilian Bloch | Psychiater und Psychotherapeut | 1 – 24 |
| Katharina Wackernagel | Leonie Bloch         | Blochs Tochter aus erster Ehe  | 1 – 12 |
| Eva Kryll             | Dr. Annegret Bloch   | Ärztin und zweite Ehefrau      | 1 – 6  |
| Catherine Flemming    | Clara Born           | Blochs Lebensgefährtin         | 2      |
| Ulrike Krumbiegel     | Clara Born           | Blochs Lebensgefährtin         | 3 – 24 |
| Christoph Herzog      | Tommy Born           | Sohn von Clara Born            | 2      |
| Jonathan Dümcke       | Tommy Born           | Sohn von Clara Born            | 3 – 22 |

## Folgen
| Folge | Erstausstrahlung | Titel                     | Buch                              | Regie                 | Handlungsort           | Episoden-Hauptdarsteller                                                    |
| ----- | ---------------- | ------------------------- | --------------------------------- | --------------------- | ---------------------- | --------------------------------------------------------------------------- |
| 1     | 04. Sep. 2002    | Schwarzer Staub           | Peter Märthesheimer, Pea Fröhlich | Ed Herzog             | Köln                   | Michael Mendl                                                               |
| 2     | 18. Sep. 2002    | Ein begrabener Hund       | Peter Märthesheimer, Pea Fröhlich | Peter Schulze-Rohr    | Köln                   | Catherine Flemming, Christoph Herzog                                        |
| 3     | 18. Jun. 2003    | Tausendschönchen          | Peter Märthesheimer, Pea Fröhlich | Christoph Stark       | Baden-Baden            | Julia Jentsch                                                               |
| 4     | 25. Jun. 2003    | Silbergraue Augen         | Peter Märthesheimer, Pea Fröhlich | Marcus O. Rosenmüller | Baden-Baden            | Sebastian Bezzel, Rosemarie Fendel, Hanns Zischler                          |
| 5     | 04. Feb. 2004    | Ein Fleck auf der Haut    | Peter Märthesheimer, Pea Fröhlich | Stephan Wagner        | Baden-Baden            | Laura-Charlotte Syniawa                                                     |
| 6     | 21. Apr. 2004    | Schwestern                | Peter Märthesheimer, Pea Fröhlich | Edward Berger         | Baden-Baden, Köln      | Nina Hoss, Nele Mueller-Stöfen                                              |
| 7     | 09. Mär. 2005    | Ein krankes Herz          | Peter Märthesheimer, Pea Fröhlich | Michael Hammon        | Köln                   | Katrin Sass                                                                 |
| 8     | 24. Aug. 2005    | Der Freund meiner Tochter | Marco Wiersch, Kilian Riedhof     | Kilian Riedhof        | Köln                   | Devid Striesow                                                              |
| 9     | 12. Jul. 2006    | Die Wut                   | Jochen Bitzer                     | Christoph Stark       | Baden-Baden            | Janina Stopper                                                              |
| 10    | 08. Nov. 2006    | Der Mann im Smoking       | Marco Wiersch                     | René Heisig           | Baden-Baden, Mainz     | Rudolf Kowalski                                                             |
| 11    | 13. Jun. 2007    | Der Kinderfreund          | Marco Wiersch, Kilian Riedhof     | Kilian Riedhof        | Köln                   | Fabian Hinrichs, Eva Löbau                                                  |
| 12    | 09. Jan. 2008    | Die blaue Stunde          | Thorsten Näter                    | Thorsten Näter        | Köln                   | Dagmar Manzel, Peter Prager                                                 |
| 13    | 16. Jul. 2008    | Vergeben, nicht vergessen | Regine Bielefeld                  | Michael Verhoeven     | Baden-Baden            | Birge Schade, Rainer Sellien                                                |
| 14    | 07. Jan. 2009    | Schattenkind              | Silke Zertz                       | Christoph Stark       | Baden-Baden            | Florian Bartholomäi, Anke Sevenich, André Jung, Anna Fischer, Thomas Thieme |
| 15    | 03. Jun. 2009    | Bauchgefühl               | Marco Wiersch                     | Franziska Meletzky    | Köln                   | Maria Kwiatkowsky                                                           |
| 16    | 16. Sep. 2009    | Tod eines Freundes        | Marco Wiersch                     | Züli Aladağ           | Köln                   | Jochen Nickel, Tom Schilling, Naomi Krauss, Alice Dwyer, Kirsten Block      |
| 17    | 17. Mär. 2010    | Verfolgt                  | Martin Douven                     | Jan Schütte           | Baden-Baden            | Victoria Trauttmansdorff                                                    |
| 18    | 20. Okt. 2010    | Die Geisel                | Jörg Tensing                      | Elmar Fischer         | Baden-Baden, Stuttgart | Claudia Michelsen, Filip Peeters                                            |
| 19    | 19. Jan. 2011    | Der Heiland               | Marco Wiersch                     | Franziska Meletzky    | Köln                   | Matthias Habich, Catherine Bode                                             |
| 20    | 15. Jun. 2011    | Inschallah                | Jürgen Werner                     | Thomas Jauch          | Köln                   | Aylin Tezel, Susanne Lothar, Slaheddine Ben Saad                            |
| 21    | 20. Jun. 2012    | Der Fremde                | Jörg Tensing                      | Elmar Fischer         | Baden-Baden            | Vadim Glowna, Lisa Maria Potthoff                                           |
| 22    | 07. Nov. 2012    | Heißkalte Seele           | Silke Zertz                       | Michael Verhoeven     | Baden-Baden            | Katharina Schüttler, Rainer Bock, Christian Näthe                           |
| 23    | 13. Mär. 2013    | Das Labyrinth             | Jochen Greve, Johannes Rotter     | Dror Zahavi           | Köln                   | Birgit Minichmayr, Devid Striesow                                           |
| 24    | 24. Apr. 2013    | Die Lavendelkönigin       | Ingo Haeb, Martin Rosefeldt       | Michael Verhoeven     | Köln                   | Anna Maria Mühe                                                             |

Alle Filme wurden auf DVD veröffentlicht, zuletzt die Fälle 21–24 am 13. Juni 2013. Die Folge Schwarzer Staub wurde ab 16 Jahren freigegeben, die weiteren Fälle ab 12 Jahren.

## Auszeichnungen
- 2007: Nominierung für den Adolf-Grimme-Preis für die Folge Der Mann im Smoking
- 2007: Günter-Strack-Fernsehpreis an Janina Stopper unter anderem für ihre Hauptrolle in der Folge Die Wut
- 2009: Deutscher Fernsehpreis: Bester Schauspieler Nebenrolle für Florian Bartholomäi in der Folge Schattenkind